# Genesys
Pour le jeu vidéo, voir Genesys (jeu d'aventure historique).

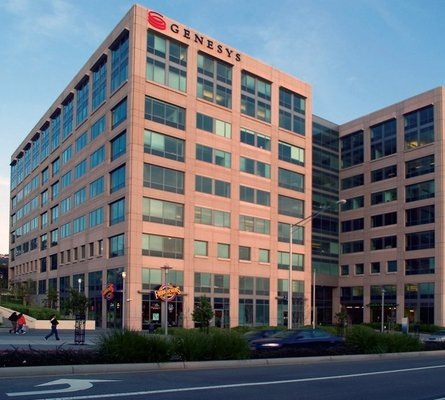
Siège social

Genesys est une entreprise qui vend de la technologie autour de l'expérience client et du centre d'appel aux moyennes et grandes entreprises. Genesys a son siège en Californie et possède des bureaux au Canada, en Amérique latine, en Europe, au Moyen-Orient, en Afrique, en Asie, et en Australie. La compagnie fut fondée en 1990 et a été récemment acquise par Permira Funds et Technology Crossing Ventures en février 2012. Paul Segre a mené la compagnie depuis 2007. Depuis 2014, la société génère des recettes annuelles de 740 millions de dollars.

## Histoire
Genesys fut fondée par Gregory Shenkman et Alec Miloslavsky en octobre 1990,. Le financement de démarrage original de 150 000 dollars a pris la forme de prêts des familles fondateurs. L'entreprise a complété son introduction (IPO) en juin 1997 et a été cotée à la bourse de New York sous le symbole de téléscripteur GCTI. Genesys a acquis Forte Software, Inc. (plus tard renommé Adante), un développeur de logiciel de gestion d'e-mails, en décembre de la même année. La compagnie a également acquis Next Age Technologies, un développeur de logiciel de gestion d'effectifs, en juin 1999. Alcatel-Lucent (précédemment Alcatel) a acquis Genesys pour 1,5 milliard de dollars à la fin de 1999.
Genesys a acheté CallPath (couplage téléphonie-informatique) d'IBM en 2001. La compagnie a ajouté à son portfolio les systèmes de serveur vocal interactif (SVI) avec l’acquisition de Telera, qui était située à Campbell (Californie) en 2002. Genesys a continué à  développer ses systèmes de SVI avec l’acquisition de GMK et VoiceGenie en 2006.
Paul Segre succède à Wes Hayden comme président directeur-général en octobre 2007. Il avait plus récemment servi en tant que le chef de l'exploitation. Deux mois plus tard, en décembre 2007, Genesys a acquis Informiam, un développeur de logiciels de gestion des performances des opérations de service client. Genesys a acheté deux sociétés en 2008, Conseros et SDE Software Development Engineering,. Conseros a mis au point un logiciel de gestion de tâches et SDE a créé des logiciels pour la gestion de l'hébergement.
Permira and Technology Crossover Ventures a acquis à son tour Genesys d'Alcatel-Lucent pour 1,5 milliard de dollars en février 2012,. Genesys a acquis LM Sistema, un développeur brésilien de systèmes de SVI, plus tard la même année.
Genesys a acquis cinq sociétés en 2013. En janvier, est acquis Utopy qui fournit l'analyse de parole et optimise les effectifs. Un mois plus tard, il a acheté Angel, un développeur de SVI informatisé et de logiciel du centre d'appels. En mai 2013, on a ajouté Soundbite Communications à la famille Genesys. Soundbite a fourni les logiciels pour les paiements, le recouvrement, le marketing mobile, et le service clients for 100 Millions de dollars. En octobre de la même année, Genesys a acheté Echopass, un développeur du logiciel du centre d'appels. Enfin, en décembre, la compagnie a continué au Brésil et en Amérique latine avec l'acquisition de Voran Techonologia, qui vend le logiciel d'optimisation de l'effectif.
En janvier 2014, Genesys a acquis Ventriloquist Voice Solutions, une entreprise canadienne qui fournit le logiciel informatique pour les communications multicanales et l'interaction client. Auparavant, Ventriloquist a été associée à Genesys. Plus tard ce mois, Genesys a même acquis Solariat, une plate-forme analytique du service clientèle.
En mai 2014, Genesys a acquis OVM Solutions, une compagnie de messagerie automatisée.
En août 2016, Genesys annonce l'acquisition d'Intelligence Group pour 1,4 milliard de dollars.